# Élections parlementaires haïtiennes de 1995
Les élections parlementaires de 1995 à Haïti furent un ensemble de consultations électorales qui se déroulèrent en 1995. Les électeurs haïtiens étaient appelés à voter à la fois pour des législatives, des sénatoriales et des municipales. Le premier tour de cette consultation générale se déroula le 25 juin 1995 et le deuxième tour le 17 septembre 1995.

## Contexte politique
Le 15 octobre 1994, le président Jean-Bertrand Aristide revint à Haïti après trois ans d'exil à la suite du coup d'État du général Raoul Cédras qui le renversa en 1991.
En vertu de la Constitution de 1987, la durée du Parlement qui a été élu en décembre 1990 a expiré le 7 février 1995. Une nouvelle élection est donc prévue pour l'ensemble de la Chambre des Députés (83 sièges), les deux tiers du Sénat (18 des 27 sièges), 1.695 élus locaux, dont 399 maires (chacun pour un mandat de 4 ans). Le gouvernement d'Aristide a déclaré son intention d'organiser ces élections, mais, après trois ans d'exil, le gouvernement a tardé à l'organiser. 
Le Parlement a également discuté et approuvé d'autres lois qui touchent directement un développement institutionnel et politique orienté vers la protection des droits de l'homme : la loi déclarant illégaux tous les groupes paramilitaires et la loi sur les collectivités territoriales, qui élimine la vieille institution autocratique des chefs de sections et établit des autorités locales élues par la population.
En 1995 furent organisées des élections générales afin de renouveler le parlement haïtien ainsi que les conseils municipaux. L'ensemble de ces consultations électorales furent regroupées le même jour pour la date du 4 juin 1995 avant d'être repoussées au 25 juin 1995. Le second tour fut repoussé du 23 juillet au 17 septembre 1995.

## Contrôle international
Afin de s'assurer du bon déroulement de ces élections, une mission de l'ONU et de l'OUA fut chargée de contrôler l'ensemble du dispositif électoral mis en place à travers le pays. Sur la base de cette mission, l'ex-président Jimmy Carter a dirigé cette délégation à Haïti le 23-26 février 1995. Cette commission comprenait le premier ministre du Belize, George Price, le sénateur américain Sam Nunn et le général Colin Powell ainsi que l'ambassadeur américain, Gordon Streeb, en poste à Port-au-Prince. 
La délégation ONU/OEA dirigée par Jimmy Carter, conclut que des progrès importants avaient été réalisés depuis la mi-octobre, mais il y avait encore un long chemin à parcourir. Les prochaines étapes seront cruciales pour les élections pour le Parlement et les municipalités.
La différence essentielle entre les processus électoraux de 1987 ou 1990 et celui de 1995 était la sécurité. La présence de forces de l'ONU 6000 soldats, la présence de 900 observateurs de police internationaux et l'absence d'une armée haïtienne, ont fourni un degré de sécurité qu'Haïti n'avait pas connu depuis des décennies, voire jamais. Néanmoins, des candidats ont été menacés individuellement et certains ont été tués. Les cibles étaient des deux côtés de l'échiquier politique. Mireille Durocher Bertin, une avocate anti-Aristide et femme politique, a été assassinée. Un ancien député de la FNCD et un membre du Mouvement Paysan Papaye ont également été tués.

## Principales forces politiques
Le Front national pour la convergence démocratique (FNCD) a été la coalition qui a favorisé la candidature présidentielle d'Aristide en 1990, et "Lavalas" ("glissement") était son mot d'ordre populaire. Le Front a ensuite éclaté. Evans Paul, le populaire maire de Port-au-Prince, a maintenu le FNCD, mais Gérard Pierre-Charles a organisé une Plateforme politique Lavalas (PPL) en fédérant l'Organisation populaire Lavalas (OPL) avec le Mouvement Ouvrier Paysan (MOP), dirigé par Gesner Comeau et le Parti Louvri Barye (PLB), dirigé par Renaud Bernadin. Ce Bloc Lavalas n'a pas eu de chef charismatique et a vu en Evans Paul un possible successeur au président Aristide, et comme son principal rival. 
Le président Aristide a déclaré à la délégation Carter, lors de sa venue en février 1995, qu'il avait l'intention de rester au-dessus de la campagne politique, en jouant le rôle de garant du processus démocratique. Cette prise de position inquiéta la base militante qui sans le soutien d'Aristide, voyait Evans Paul devenir le successeur d'Aristide. Dans le dernier mois de la campagne, Aristide a donné son appui au Bloc Lavalas, en les invitant au palais présidentiel et fait maintes références à leur nouveau slogan - "se rassemblent autour de la table" - un slogan qui semble aussi efficace que "Lavalas" avait été en décembre 1990.

## Participation
Le contrôle excessif exercé par le président Aristide et ses proches collaborateurs entraîne un malaise au sein même de la coalition Lavalas, occasionnant des maladresses du pouvoir exécutif qui provoqueront entre autres le rejet des élections du 25 juin 1995 par l’opposition et le boycott du second tour, réalisé le 17 septembre de la même année.
1,140 523 million d'Haïtiens sont allés voter sur 3,668 049 millions d'électeurs inscrits (soit 31,09 %). Par rapport à l'élection présidentielle de 1990, pour laquelle plus de 3 millions d'électeurs haïtiens étaient allés voter.

## Résultats

### Chambre des députés
| Partis et formations politiques                                   | Nombre d'élus |
| ----------------------------------------------------------------- | ------------- |
| Plate-forme politique Lavalas (PPL)                               | 68            |
| Front national pour le changement et la démocratie (FNCD)         | 2             |
| Comité national du congrès des mouvements démocratiques (KONAKOM) | 1             |
| Mouvement koumbite national (MKN)                                 | 1             |
| Parti nationaliste progressiste révolutionnaire (PANPRA)          | 1             |
| Rassemblement démocratique chrétien d'Haïti (RDCH)                | 1             |
| Indépendants ou petits partis de l'opposition                     | 9             |
| Total des sièges à pourvoir                                       | 83            |

### Sénat
| Partis et formations politiques                                   | Nombre d'élus |
| ----------------------------------------------------------------- | ------------- |
| Plate-forme politique Lavalas (PPL)                               | 17            |
| Indépendants                                                      | 7             |
| Comité national du congrès des mouvements démocratiques (KONAKOM) | 1             |
| Front national pour le changement et la démocratie (FNCD)         | 1             |
| Rassemblement démocratique chrétien d'Haïti (RDCH)                | 1             |
| Nombre de sièges à pourvoir                                       | 27            |

## Conséquences
Le maire de Port-au-Prince, Evans Paul, déclara être consterné par ces résultats. "Les militants de son parti ont été harcelés et intimidés par le Bloc Lavalas et que certains travailleurs du parti ont été arrêtés sur des accusations forgées de toutes pièces". Evans Paul parla d'«un coup d'État électoral"  et qu'il avait honte de cette situation. "Je n'ai jamais pensé quelque chose comme cela puisse arriver". Le maire a dit craindre que le Bloc Lavalas, qui étaient responsable des élections, ait bourré des urnes de bulletins de vote en faveur du parti Lavalas et qui avaient été envoyés les derniers jours précédant les élections.
Evans Paul craint qu'en raison du soutien du président Carter pour la bonne tenue de ces élections, ce dernier soutienne le président Aristide qu'il aidé à remettre au pouvoir et que les États-Unis vont fermer les yeux sur le résultat de ces élections. "J'espère qu'ils n'approuveront pas cette mascarade, mais je me demande ce qu'ils vont faire."
Le second tour des élections fut largement boycotté par la population, estimant que les jeux étaient faits au vu des résultats et les irrégularités du premier tour. Le deuxième tour des élections législatives et municipales fut donc marqué par un faible taux de participation.